# Amangu parva
Amangu parva är en insektsart som först beskrevs av Sjöstedt 1921.  Amangu parva ingår i släktet Amangu och familjen Morabidae. Inga underarter finns listade i Catalogue of Life.